# غوستافو دافيلا
غوستافو دافيلا (بالإسبانية: Gustavo Dávila) هو لاعب كرة قدم كولومبي، ولد في 9 يوليو 1985 في كالي في كولومبيا، وتوفي في 30 يونيو 2014 في Jamundí ‏ في كولومبيا بسبب غرق. لعب مع أتليتيكو بوكارامانغا.

## وصلات خارجية
- غوستافو دافيلا على موقع قاعدة بيانات كرة القدم.إي يو (الإنجليزية)
- غوستافو دافيلا على موقع Soccerway.com (الإنجليزية)